# Polystichum semifertile
Polystichum semifertile är en träjonväxtart som först beskrevs av C. B. Cl., och fick sitt nu gällande namn av Ren-Chang Ching. Polystichum semifertile ingår i släktet Polystichum och familjen Dryopteridaceae. Inga underarter finns listade.